# Spendio
Spendio (in greco antico: Σπόνδιος?; in latino Spendius; ... – Tunisi, 238 a.C.) è stato un condottiero cartaginese, fu uno dei capi militari più importanti dei mercenari che si ribellarono a Cartagine nel 241 a.C., dopo la prima guerra punica.
Le fonti moderne ritengono che Spendio, schiavo fuggiasco italico ellenizzato, possedesse maggiori capacità degli altri capi della rivolta; egli, a conoscenza delle teorie politiche greche, avrebbe immesso elementi politici rivoluzionari all'interno del primitivo movimento di ribellione confuso e barbarico dei mercenari.

## Storia
Secondo Polibio, Spendio era un "mezzo greco" di origine campane che, schiavo a Roma, era fuggito per arruolarsi come mercenario nell'esercito cartaginese durante la prima guerra punica. Di forte corporatura, egli era un valente e abile guerriero, dotato anche di capacità di comando, in grado di influenzare facilmente gli altri capi dell'esercito mercenario.
Dopo la sconfitta di Cartagine e il mancato pagamento dei mercenari, egli quindi, deciso ad evitare una pacificazione che avrebbe potuto condurre alla sua riconsegna al proprietario, spinse i suoi compagni alla ribellione e convinse l'africano Mato ad unirsi alla rivolta, di cui divenne uno dei principali dirigenti. Spendio e Mato respinsero ogni tentativo da parte dell'inviato di Cartagine, Giscone, di trovare un accordo e instaurarono un regime di terrore reprimendo brutalmente ogni fenomeno di opposizione ai loro propositi di rivolta violenta; i dissenzienti tra i mercenari vennero sommariamente uccisi e ben presto, su iniziativa di Spendio e Mato, vennero fatti prigionieri e trattenuti come ostaggi anche Giscone e gli inviati cartaginesi.
Spendio e gli altri capo principali Mato e Autarito riuscirono inizialmente ad estendere la rivolta e, grazie al sostegno della popolazione locale, accumularono un notevole tesoro di guerre che permise di accrescere le forze dei ribelli e versare il saldo ai mercenari. Spendio di conseguenza poté affrontare con successo le truppe cartaginesi guidate da Annone il Grande che, a causa anche di incertezze e errori del comandante, furono sconfitte nei pressi di Utica.
Durante la battaglia della Sega venne circondato da 50.000 uomini di Amilcare Barca.
Sconfitto, fu costretto alla resa e venne crocifisso per ordine di Amilcare; Mato lo vendicò con un abile contrattacco che consentì ai mercenari di recuperare il suo corpo e catturare il capo cartaginese Annone che venne a sua volta crocefisso per rappresaglia.